# Рабинович, Иосиф Давидович
Ио́сиф Дави́дович Рабино́вич (11 (23) сентября 1837, Резина, Сорокский уезд, Бессарабская область, Российская Империя — 17 мая 1899, Кишинёв, Бессарабская губерния, Российская Империя) — еврейский публицист и общественный деятель, протестантский проповедник, основатель первой в России общины т. н. иудео-христиан.

## Биография

### Детские годы
Иосиф Дувидович Рабинович родился в 1837 году в бессарабском местечке Резина, расположенном на правом берегу Днестра (ныне районный центр Резинского района Молдавии). Его отец, купец третьей гильдии Дувид Фроимович Рабинович (1815—?), был внуком оргеевского раввина Вольфа Рабиновича. Мать, Эстер-Сура Нутовна Рабинович (1817—?), происходила из резинской хасидской семьи.
В раннем детстве, после смерти матери, Иосиф Рабинович поселился с отцом в Машковцах в доме своего деда по материнской линии реб Нуты (ученика хасидского цадика, ребе Янкл-Шимшна из Шепетовки). В доме деда он получил религиозное воспитание, изучая Мишну, Гемару, комментарии Раши, и, как и дед, стал хасидом рашковского ребе Зёмы (Залмена Иосифовича) Ра́шкевера. В 1848 году в возрасте 11 лет Рабинович поселился в доме своей бабушки (по отцовской линии) Ривке в Оргееве. Здесь он продолжил обучение у частного учителя Иосифа Кивовича — последователя бершадского хасидского цадика реб Рефула (известного как «Рефул дер эмесер», или Рефул-правдивый), и занялся изучением средневекового еврейского мистицизма (Каббалы).
Когда ему было 16 лет, Рабинович увлёкся современной светской художественной литературой, главным образом на древнееврейском языке. Христианством Рабинович впервые заинтересовался, когда его приятель — Герш Меерович Гершензон, слывший в городе вольнодумцем — подарил ему изданный в Лондоне и привезённый им из Кишинёва древнееврейский перевод Нового Завета. Книга произвела на Рабиновича такое впечатление, что он решил отойти от хасидиского мистицизма, уединиться в доме отца в местечке Машковцы Оргеевского уезда и целиком посвятить себя изучению еврейской философии, в первую очередь Маймонида. После женитьбы на Голде Данииловне Гольденберг в 1856 году, Рабинович вновь поселился в Оргееве, в доме своего тестя Даниила Эльевича Гольденберга (1817—?), возобновил общение с Гершензоном и на полученные в приданое 500 рублей открыл небольшую торговую лавку.

### В еврейской публицистике
В 1859 году город постиг пожар, уничтоживший 66 хозяйств и семья Рабиновича осталась без средств к существованию. Будучи неплохо подготовленным в области юриспруденции, И. Д. Рабинович занялся правовой практикой, вскоре начав печататься в древнееврейской прессе и в первую очередь в одесском издании Александра Цедербаума «Гамелиц» — первой древнееврейской газете в России (1860). Позже он занялся чае- и сахароторговлей, и быстро разбогател. В это же время Рабинович открыл в Оргееве талмудтору (общинную начальную школу) и стал членом «Общества по распространению просвещения среди евреев в России». Собрав необходимые средства, в 1866 году он открыл крупное предприятие по оптовой торговле чаем и сахаром по всему Оргеевскому уезду, в 1869 году был избран (единственным евреем) в оргеевский уездный совет. Однако после насилия над евреями в Одессе, Рабинович разочаровался в возможностях просветительского движения и эмансипации. Продав своё дело и собственность в Оргееве, 9 ноября 1871 года И. Д. Рабинович с женой, четырьмя дочерьми и сыном (который уже к тому времени учился в кишинёвской гимназии) переехал в Кишинёв, купил участок земли и в 1873 году выстроил на нём дом. В ревизских сказках за 1891 и 1892 годы указывается, что купец Иосиф Давидовович Рабинович, уроженец Оргеева, проживал в Кишинёве в собственном доме по адресу улица Мещанская, № 20. На духовное состояние Рабиновича в это время повлияла также смерть младшей дочери в результате эпидемии холеры в 1872 году.
В это время Александр Цедербаум перевёл газету «гаМелиц» из Одессы в Санкт-Петербург, предложив Рабиновичу стать постоянным корреспондентом издания в Кишинёве. В 1878 году Рабинович выступал в печати со статьями об улучшении положения раввината и еврейского образования (как необходимых условиях для улучшения благосостояния всего еврейского народа), написанными с позиций движения еврейского просвещения (Хаскала); в статье (памфлете) «Сабри маранан верабанан» в газете «hаБокер Ор» (Утренний свет) призывал к всеобщему привлечению евреев с ранних лет к земледельческому труду. Вместе с доктором Левинтоном он создал городское общество по вспомоществлению еврейской бедноте в обработке земли, занимался улучшением условий синагогальной службы.

### Миссионерская деятельность
В начале 1880-х годов под впечатлением от прокатившейся по черте оседлости волны еврейских погромов, Рабинович увлёкся палестинофильством и с целью основания еврейской земледельческой колонии посетил Палестину, где был потрясён нищетой местного еврейского населения. В Иерусалиме он пришёл к выводу, что решением еврейского вопроса является вера в Иисуса Христа как Мессию. В Бессарабию Рабинович вернулся с идеей создания национальной иудео-христианской религиозной общины на юге России.
По возвращении в Кишинёв в 1883 году И. Д. Рабинович выпустил на древнееврейском языке катехизис нового учения «Двенадцать тезисов веры» (по аналогии с «Принципами еврейской веры» Маймонида), в котором признавались основные догматы христианства в сочетании с отдельными традиционными еврейскими обрядами. Одновременно занялся образованием первой иудео-христианской общины в Российской империи, чьей целью было создание иудаизма нового типа, сближающего его с ранним христианством.
24 декабря 1884 года, с разрешения Министерства внутренних дел и при поддержке евангельского пастора и миссионера Рудольфа Фалтина, И. Рабинович открыл в Кишинёве иудео-христианский молитвенный дом («Собрание израильтян Нового Завета»), служба в котором велась на идише. В последующие несколько месяцев он составил собственный распорядок канторской Субботней службы, сочетавший как еврейские, так и христианские элементы. Идея, однако, была враждебно воспринята городским еврейским населением и вскоре молитвенный дом был закрыт, а сам Рабинович 24 марта 1885 года перешёл в протестантство. В ревизских сказках за 1891 год указывается, что вся его семья также приняла крещение 13 ноября 1888 года в Одессе — сыновья Дувид (в крещении Давид Иоанн, 1874—?) и Натан (в крещении Пётр, 1876—?), дочери Бейла (1861) и Рухл (1867), после чего вся семья была выписана из Оргеева и приписана в Кишинёве (его жена Голда (1839—?) приняла крещение несколько позже в Будапеште).
На протяжении последующих нескольких лет Иосиф Рабинович продолжил заниматься миссионерской деятельностью, подвергаясь остракизму как в еврейской печати, так и со стороны православного духовенства города, которые не приняли его попытки совместить основные постулаты христианской веры с идеей избранности еврейского народа и неприятие им позднейших ритуалов христианских церквей как далёких духу раннего апостольского христианства. В конце 1880-х годов отошёл от общественной деятельности и умер в 1899 году от малярии. «Некролог Иосифа Давидовича Рабиновича» (1899) написал философ В. С. Соловьёв, ещё в 1885 году посвятивший ему свою работу «Новозаветный Израиль».
В конце 1960-х — начале 1970-х годов в США вновь начали организовываться иудео-христианские общины, которые образовали новое религиозное движение в среде христианства — мессианский иудаизм.
Священник Александр Мень полагал, что проповедническая деятельность Рабиновича не имела смысла, потому что являла собой попытку ассимилировать еврейские массы.

## Публикации И. Д. Рабиновича
- Articles, creed, and form of worship of Joseph Rabinowitz and the Sons of the New Covenant. Enlarged edition. Translated from the Hebrew by James Adler. London, 1885.
- Tefilah veIakrei emunah leBenei Brit hadasha. Кишинёв, 1885.[35] Второе издание — Молитвенник и Символы Веры израильтян Нового Завета. Кишинёв: Типография Я. Рабиновича, 1892.